# Simeón Segundo Aliaga
Simeón Segundo Aliaga (Córdoba, 9 de mayo de 1847 - íd., 20 de febrero de 1909) fue un abogado, juez y político argentino que actuó en la provincia de Córdoba.

## Datos biográficos
Nació en la ciudad de Córdoba el 9 de mayo de 1847, hijo de José Simeón Aliaga y Rufina Carranza y Cáceres. Contrajo matrimonio en 1873 con Ángela Pueyrredón. 
Estudió abogacía en la Universidad de su ciudad natal y, ya graduado, actuó como escribano e ingresó al poder judicial de la provincia. Llegó a tener a su cargo el Juzgado Civil y Comercial de primera nominación de Córdoba, renunciando en 1885 por desencuentros con el gobierno provincial. Fue vicepresidente de la Asociación Católica de la provincia.
En 1894 es promulgada una Ley Orgánica de Municipalidades en la provincia de Córdoba. Apenas entrada en vigencia, el gobernador Julio Astrada resuelve la intervención en la municipalidad de la capital, desplazando al hasta entonces intendente Alejandro Vieyra. El 4 de enero de ese año quedó constituida una Comisión Administradora de la municipalidad. Simeón Aliaga fue su presidente, acompañado por Pablo Cottenot y Maritiniano S. Freire como vocales. El 2 de septiembre de 1894 se realizaron comicios para elegir a un nuevo intendente, resultando electo Benigno Acosta, quien ya había ocupado el cargo durante 1892.
Falleció en la ciudad de Córdoba el 20 de febrero de 1909.